# Gertrud Schille
Gertrud Schille, geborene Matthes, (* 1940 in Jena) ist eine deutsche Architektin. Als leitende Planerin der Auslandsbauabteilung des VEB Carl Zeiss Jena entwarf sie in der betriebseigenen Bauabteilung Planetarien im In- und Ausland.

## Leben
Gertrud Schille studierte von 1960 bis 1968 an der Hochschule für Architektur und Bauwesen Weimar. Danach arbeitete sie als Angestellte in der Bauabteilung des VEB Carl Zeiss Jena. Zuerst wurde sie mit der Ausführung von Baumaßnahmen auf dem Jenaer Werksgelände, einer industriellen Kristallzuchtanlage in Eisenberg und einer Ferienanlage am Kölpinsee auf Usedom betraut.
Im Jahr 1976 stieg sie zur leitenden Architektin der global agierenden Auslandsabteilung auf, die sie bis 1987 innehatte. In dieser Position unterstand ihr die Entwicklung von weltweiten Observatorien und Planetarien und deren kulturelle und klimatische  Anpassung an die unterschiedlichen Standorte. Für das libysche Ministerium für Kultur und Information in Tripolis lieferte sie die ersten Entwurfsvarianten, die in Zusammenarbeit mit dem Formgestalter Walter Bubetz in detaillierten Architekturmodelle umgesetzt wurden. Danach war sie bis zur Fertigstellung für die baukünstlerische Oberleitung, die Projektsteuerung, die Ausführungsplanung, sowie Detaillösungen zuständig. Die ersten Überlegungen und Konzepte für das Planetarium in Wolfsburg und das Zeiss-Planetarium in Berlin stammen ebenfalls von Schille, auch wenn diese später teilweise verändert ausgeführt wurden.
Von 1987 bis 1990 erforschte Schille im Rahmen einer wissenschaftlichen Tätigkeit am Institut für Geschichte der Naturwissenschaften und Technik der Friedrich-Schiller-Universität Jena die kultur- und architekturhistorische Entwicklungsgeschichte der Planetariumsbauten. Nach der Wiedervereinigung machte sich Schille als freischaffende Architektin selbstständig und gründete das Büro „Architrava“.

## Bauten
- 1979: Raumfahrtzentrum und Planetarium in Tripolis, Libyen
- 1980–1983: Planetarium in Wolfsburg
- 1985–1987: Zeiss Planetarium in Berlin